# Chelonus arisanus
Chelonus arisanus är en stekelart som beskrevs av Jinhaku Sonan 1932. Chelonus arisanus ingår i släktet Chelonus och familjen bracksteklar. Inga underarter finns listade i Catalogue of Life.